# Cinnamomum oliveri
Cinnamomum oliveri là loài thực vật có hoa trong họ Nguyệt quế. Loài này được F.M.Bailey miêu tả khoa học đầu tiên năm 1892.